# Championnat de Formula Nippon 2002
Le championnat de Formula Nippon 2002 a été remporté par le pilote irlandais Ralph Firman, sur une Reynard-Mugen du Nakajima Racing.

## Engagés
| Écurie             | #  | Pilotes                 | Épreuves  |
| ------------------ | -- | ----------------------- | --------- |
| Team Impul         | 1  | Satoshi Motoyama        | Tous      |
| Team Impul         | 2  | Michael Krumm           | 1-2       |
| Kondo Racing       | 3  | Seiji Ara               | Tous      |
| Kondo Racing       | 4  | Katsumoto Kaneishi      | Tous      |
| Team 5Zigen        | 5  | Naoki Hattori           | Tous      |
| Team 5Zigen        | 6  | Ryo Michigami           | 1-2, 5-10 |
| Team 5Zigen        | 6  | Hidetoshi Mitsusada     | 3-4       |
| Team LeMans        | 7  | Masami Kageyama         | 1-2       |
| Team LeMans        | 7  | Dominik Schwager        | 3-10      |
| Team LeMans        | 8  | Takeshi Tsuchiya        | Tous      |
| Team Nova          | 9  | Kiyoto Yamamoto         | Tous      |
| Team Nova          | 10 | Haruki Kurosawa         | Tous      |
| Racing Team Cerumo | 11 | Benoît Tréluyer         | 1-5       |
| Racing Team Cerumo | 11 | Yuji Tachikawa          | 6-10      |
| Mooncraft          | 14 | Yudai Igarashi          | Tous      |
| Team 22            | 22 | Daisuke Ito             | Tous      |
| Nakajima Racing    | 31 | Ralph Firman            | Tous      |
| Nakajima Racing    | 32 | Tsugio Matsuda          | Tous      |
| ARTA               | 55 | Juichi Wakisaka         | Tous      |
| ARTA               | 56 | Toshihiro Kaneishi (en) | Tous      |
| Dandelion Racing   | 68 | Jonathan Cochet         | 1-2       |
| Dandelion Racing   | 68 | Richard Lyons           | 3-10      |

## Règlement sportif
- L'attribution des points s'effectue selon le barème 10,6,4,3,2,1.
- Tous les résultats comptent
- La Formula Nippon devient une discipline monotype, avec obligation d'utiliser des Reynard-Mugen.

## Courses de la saison 2002
| Date          | Lieu   | Vainqueur        | Nationalité | Voiture       | Écurie          |
| 24 mars       | Suzuka | Ralph Firman     | Irlande     | Reynard-Mugen | Nakajima Racing |
| 7 avril       | Fuji   | Satoshi Motoyama | Japon       | Reynard-Mugen | Team Impul      |
| 19 mai        | Mine   | Satoshi Motoyama | Japon       | Reynard-Mugen | Team Impul      |
| 7 juillet     | Suzuka | Ralph Firman     | Irlande     | Reynard-Mugen | Nakajima Racing |
| 21 juillet    | Motegi | Satoshi Motoyama | Japon       | Reynard-Mugen | Team Impul      |
| 4 août        | Sugo   | Ralph Firman     | Irlande     | Reynard-Mugen | Nakajima Racing |
| 1er septembre | Fuji   | Juichi Wakisaka  | Japon       | Reynard-Mugen | Team Aguri      |
| 22 septembre  | Mine   | Satoshi Motoyama | Japon       | Reynard-Mugen | Team Impul      |
| 20 octobre    | Motegi | Ralph Firman     | Irlande     | Reynard-Mugen | Nakajima Racing |
| 3 novembre    | Suzuka | Satoshi Motoyama | Japon       | Reynard-Mugen | Team Impul      |

## Classement des pilotes
| Classement | Pilote                  | Pays        | Voiture       | Écurie           | Nombre de points |
| ---------- | ----------------------- | ----------- | ------------- | ---------------- | ---------------- |
| 1er        | Ralph Firman            | Irlande     | Reynard-Mugen | Nakajima Racing  | 62               |
| 2e         | Satoshi Motoyama        | Japon       | Reynard-Mugen | Team Impul       | 60               |
| 3e         | Juichi Wakisaka         | Japon       | Reynard-Mugen | Team Aguri       | 33               |
| 4e         | Takeshi Tsuchiya        | Japon       | Reynard-Mugen | Team LeMans      | 27               |
| 5e         | Tsugio Matsuda          | Japon       | Reynard-Mugen | Nakajima Racing  | 19               |
| 6e         | Ryo Michigami           | Japon       | Reynard-Mugen | Team 5Zigen      | 17               |
| 7e         | Toshihiro Kaneishi (en) | Japon       | Reynard-Mugen | Team Aguri       | 11               |
| 8e         | Naoki Hattori           | Japon       | Reynard-Mugen | Team 5Zigen      | 9                |
| 9e         | Hidetoshi Mitsusada     | Japon       | Reynard-Mugen | Team 5Zigen      | 8                |
| 10e        | Richard Lyons           | Royaume-Uni | Reynard-Mugen | Dandelion Racing | 6                |
| 11e        | Seiji Ara               | Japon       | Reynard-Mugen | Kondo Racing     | 3                |
| 12e        | Haruki Kurosawa         | Japon       | Reynard-Mugen | Team Nova        | 2                |
| 12e        | Dominik Schwager        | Allemagne   | Reynard-Mugen | Team LeMans      | 2                |
| 14e        | Benoît Tréluyer         | France      | Reynard-Mugen | Team Cerumo      | 1                |